# Charles Hope (Kunsthistoriker)
Charles Hope (* 11. April 1945) ist ein britischer Kunsthistoriker und war als Direktor des Londoner Warburg-Instituts tätig.

## Leben
Hope ist der Sohn von Sir Archibald Philip Hope, 17. Laird of Craighall, aus dessen Ehe mit Ruth Davis. Er besuchte das Eton College, ehe er Geschichte und Kunstgeschichte an den Universitäten Cambridge und Oxford studierte. 1975 erhielt er den Abschluss als Bachelor of Arts am Balliol College in Oxford. Seinen Master of Arts machte er an der London University. Danach wirkte er als Forscher und Dozent am Warburg-Institut. Von 2002 bis 2010 leitete er dieses Institut, sein Nachfolger wurde Peter Mack. Professor Hopes Spezialgebiet ist die Kunst der italienischen Renaissance von 1400 bis 1600. Er ist ein besonderer Kenner der Malerei Tizians, Giorgiones und anderer norditalienischer Künstler und er hat sich intensiv mit der frühen Kunsthistoriographie, besonders dem Werk Giorgio Vasaris, beschäftigt. Hope ist Professor für klassische Geschichte.
Familie
Hope ist seit dem 20. Dezember 1970 mit Jennifer Katharine verheiratet und hat einen Sohn.

## Werke (Auswahl)
- Titian. Jupiter, London 1980, ISBN 0-906379-09-1.
- The autobiography of Benvenuto Cellini. St. Martin’s Press / Phaidon, New York / Oxford 1983, ISBN 0-312-06140-4 (gemeinsam mit Alessandro Nova und John Addington Symonds).
- Giorgione or Titian? : history of a controversy. Frick Collection, New York 2003, ISBN 0-912114-23-1.
- Giorgiones Fortuna critica. In: Sylvia Ferino-Pagden, Giorgione, Giovanna Nepi Sciré, Kunsthistorisches Museum Wien (Hrsg.): Giorgione: Mythos und Enigma. Skira, Mailand 2004, ISBN 3-85497-077-3 (Essay).
- Charles Hope: I Camerini del principe. Le Immagini, Ferrara 2006, ISBN 88-902471-9-3 (gemeinsam mit Marco Borella).
- Il regno e l’arte. I camerini di Alfonso I d’Este, terzo duca di Ferrara (= Ferrara paesaggio estense. Band 6). L.S. Olschki, Florenz 2012, ISBN 978-88-222-6105-2.
- Charles Hope writes about the battle over the Warburg Institute: On Saving the Warburg. In: London Review of Books. 4. Dezember 2014, ISSN 0260-9592, S. 32–34 (co.uk).